# Nextcloud
Nextcloud è una suite di software client-server per la creazione e l'utilizzo di servizi di file hosting, archiviazione in cloud, e sincronizzazione dei dati online.
Nextcloud è software libero e open-source, il che significa che chiunque può installarlo e utilizzarlo sui propri server.
Nextcloud, grazie all'integrazione con OnlyOffice o Collabora Online, è funzionalmente simile a Dropbox, Office 365 o Google Drive.
Lo sviluppatore di ownCloud, Frank Karlitschek, ha creato NextCloud da un fork di ownCloud. NextCloud è attivamente sviluppato da Karlitschek e altri membri del team originale di ownCloud.

## Caratteristiche
Su Nextcloud i file sono archiviati in strutture di directory convenzionali, accessibili tramite WebDAV se necessario. I file utente vengono crittografati durante il caricamento. Nextcloud può sincronizzarsi con client locali che eseguono Windows (Windows 7, 8 e 10), macOS (10.6 o successivo) o varie distribuzioni Linux.
Nextcloud consente l'amministrazione di utenti e gruppi (tramite OpenID o LDAP). Il contenuto può essere condiviso definendo autorizzazioni di lettura e scrittura granulari tra utenti e gruppi. In alternativa, gli utenti di Nextcloud possono creare URL pubblici durante la condivisione dei file. È inoltre disponibile la registrazione delle azioni relative ai file, nonché la disabilitazione dell'accesso in base alle regole di accesso ai file.
Nextcloud ha pianificato nuove funzionalità come funzionalità di monitoraggio, ricerca full-text e autenticazione Kerberos, oltre a conferenze audio/video, federazione estesa e miglioramenti minori dell'interfaccia utente.

### Estensioni
Poiché il software è modulare, può essere esteso con plug-in (o estensioni) per aggiungere funzionalità. Gli sviluppatori possono offrire le loro estensioni ad altri utenti per l'installazione tramite una piattaforma gestita dal produttore. Questa piattaforma comunica con le istanze di Nextcloud tramite un protocollo aperto. L'App Store contiene oltre 200 estensioni. Grazie a queste estensioni, è possibile aggiungere molte funzionalità, tra cui:
- calendari (CalDAV);
- contatti (CardDAV);
- streaming multimediale (Ampache);
- editor di testo basato su browser;
- servizio di bookmarking;
- servizio per accorciare gli URL;
- gestione di gallerie;
- lettore di feed RSS;
- strumenti di visualizzazione dei documenti di Nextcloud;
- connessione a Dropbox, Google Drive e Amazon S3;
- statistiche d'accesso (integrazione con Matomo);
- integrazione di Content Management System (es. Pico CMS);
- visualizzatore per previsioni del tempo;
- Visualizzatore per DICOM;
- Visualizzatore per mappe;

Il 17 gennaio 2020, con il nome Nextcloud Hub, è stata presentata a Berlino la versione 18. Per la prima volta, un pacchetto office (OnlyOffice) è stato integrato direttamente e Nextcloud ha annunciato come obiettivo la competizione diretta con Microsoft Office 365 e Google Docs.
Inoltre, lo stesso giorno è stata annunciata una partnership con Ionos. La funzionalità di Office è limitata ai server basati su architettura x86/x64 poiché OnlyOffice non supporta l'architettura ARM. A differenza dei servizi proprietari, l'architettura aperta consente agli utenti di avere il pieno controllo dei propri dati.

## Architettura
Affinché le macchine desktop possano sincronizzare i file con il loro server Nextcloud, sono disponibili client desktop per PC con sistemi Windows, macOS, FreeBSD o Linux.
Esistono client per dispositivi mobili iOS e Android. È inoltre possibile accedere, gestire e caricare file e altri dati (come calendari, contatti o segnalibri) utilizzando un browser web senza alcun software aggiuntivo. Tutti gli aggiornamenti al file system vengono inviati a tutti i computer e dispositivi mobili collegati all'account di un utente.
Il server Nextcloud è scritto in PHP e JavaScript. Per l'accesso remoto, utilizza SabreDAV, un server WebDAV open source. Nextcloud è progettato per funzionare con diversi sistemi di gestione di database, inclusi SQLite, MariaDB, MySQL, Oracle Database e PostgreSQL.
Con Nextcloud 12, è stata sviluppata una nuova architettura con il nome Global Scale, con l'obiettivo di scalare a centinaia di milioni di utenti. Suddivide gli utenti su nodi separati e introduce componenti per gestire l'interazione tra di loro.

## Nextcloud Box

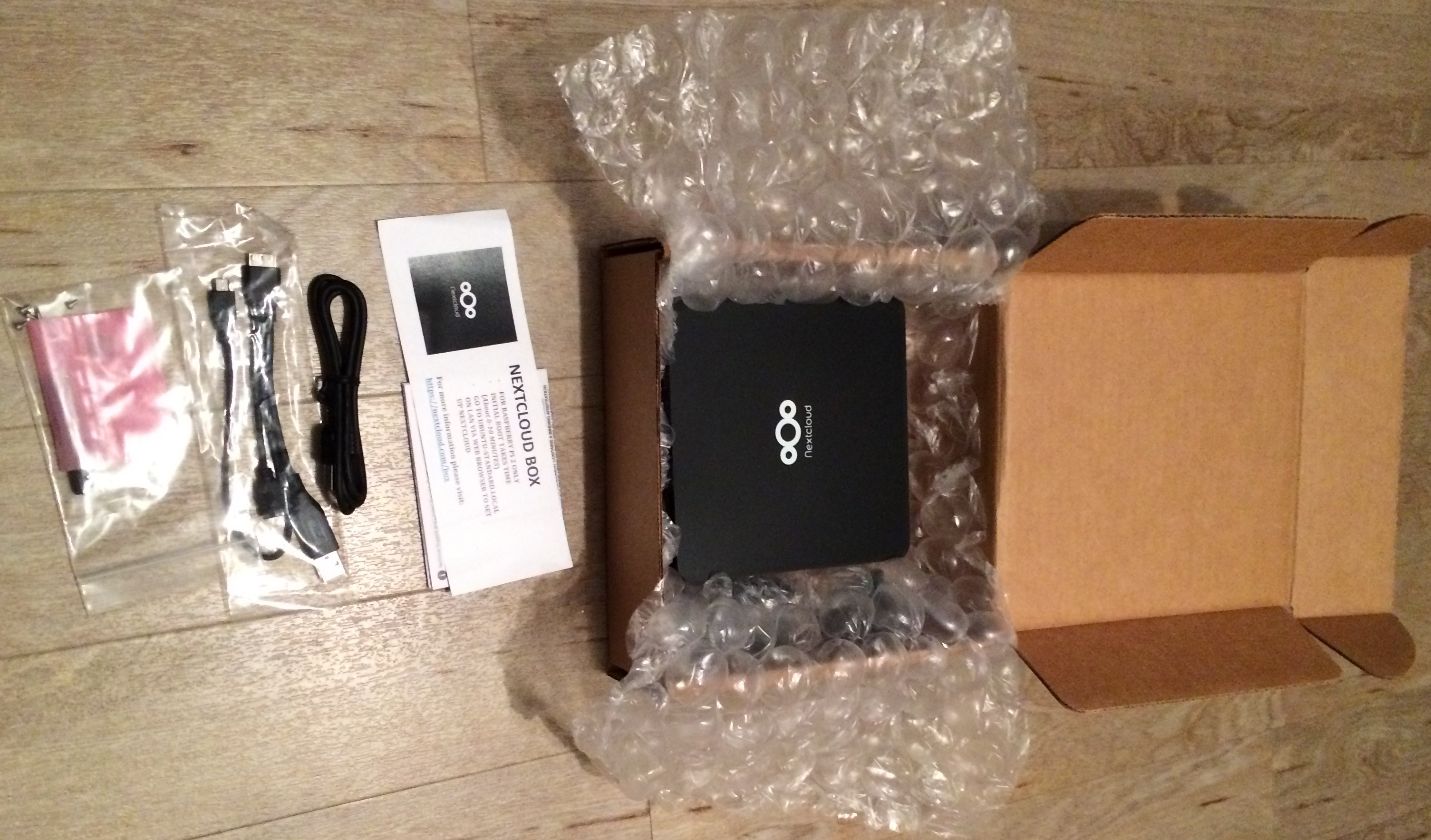
Nextcloud Box

Nel settembre 2016, Nextcloud, in collaborazione con Western Digital Labs e Canonical (la società dietro Ubuntu), ha reso disponibile Nextcloud Box, un hardware basato su un Raspberry Pi, su cui girava Ubuntu Core con Snappy.
Doveva servire come dispositivo di riferimento per altri fornitori. Nel giugno 2017, Western Digital ha chiuso Western Digital Labs, che ha causato la fine della produzione del progetto.

## Il fork da ownCloud
Nell'aprile 2016 Karlitschek e la maggior parte dei collaboratori principali lasciano ownCloud Inc.
Il fork è stato preceduto da un post sul blog di Karlitschek, che poneva domande come "Chi possiede la comunità? Chi possiede lo stesso ownCloud? E cosa conta di più, denaro a breve termine o responsabilità e crescita a lungo termine?" Non ci sono state dichiarazioni ufficiali sul motivo del fork. Tuttavia, Karlitschek ha menzionato più volte il fork in un discorso alla conferenza FOSDEM 2018, sottolineando la discrepanza culturale tra sviluppatori open source e persone orientate al business non abituate alla comunità open source.

## Differenze tra NextCloud e  ownCloud
Sebbene Nextcloud nasca in origine come fork del progetto ownCloud, ora ci sono molte differenze. Ad esempio, ownCloud offre un'edizione community open source, ma offre anche un'edizione Enterprise proprietaria con funzionalità aggiuntive e supporta gli abbonamenti: Nextcloud utilizza invece la stessa base di codice pubblico sia per la versione libera che per quella a pagamento.